# Otto Rippert
Otto Rippert (Offenbach am Main, 22 ottobre 1869 – Berlino, 15 gennaio 1940) è stato un regista e attore tedesco.

## Biografia
Attore teatrale e regista cinematografico, Otto Rippert lavorò in teatro a Baden-Baden, a Forst (Lausitz), a Bamberga e a Berlino. È considerato uno dei pionieri del cinema muto tedesco.
Nel 1906, girò a Baden-Baden il suo primo film per la francese Gaumont. Nel 1912, ricoprì il ruolo del capitano del Titanic in In Nacht und Eis, una delle primissime pellicole che raccontano la storia del più famoso naufragio del Novecento.

## Filmografia

### Regista
- Mannequins (1913)
- Sury il corridore (Surry der Steher) (1913)
- Zwischen Himmel und Erde (1913)
- Homunculus 1ª serie (Homunculus, 1. Teil) (1916)
- Homunculus 2ª serie (Homunculus, 2. Teil - Das geheimnisvolle Buch) (1916)
- BZ-Maxe & Co. (1916)
- Der Tod des Erasmus (1916)
- Homunculus, 3. Teil - Die Liebestragödie des Homunculus (1916)
- Homunculus, 4. Teil - Die Rache des Homunculus (1916)
- Homunculus, 5. Teil - Die Vernichtung der Menschheit (1916)
- Homunculus, 6. Teil - Das Ende des Homunculus (1916)
- Friedrich Werders Sendung (1916)
- Der Schwur der Renate Rabenau (1917)
- Wer küßt mich? (1917)
- Wenn die Lawinen stürzen (1917)
- Das Mädel von nebenan (1917)
- Der Fremde (1917)
- Und wenn ich lieb' nimm dich in acht...! (1917)
- Die Tochter der Gräfin Stachowska (1917)
- Die gute Partie (1917)
- Das Buch des Lasters (1917)
- Der Weg, der zur Verdammnis führt, 1.Teil - Das Schicksal der Aenne Wolter (1918)
- Heide-Gretel (1918)
- L'ultima danza di Tatiana (Das verwunschene Schloß) (1918)
- nge  (1918)
- Die fromme Helene (1918)
- Die Krone des Lebens (1918)
- Das Glück der Frau Beate, co-regia Alwin Neuß (1918)
- Baroneßchen auf Strafurlaub (1918)
- Arme Lena (1918)
- Der Weg, der zur Verdammnis führt, 2.Teil - Hyänen der Lust
- Hotel Wasserhose
- Die Pest in Florenz (1919)
- Der Totentanz
- Die Frau mit den Orchideen
- Der Menschheit Anwalt
- Schatten einer Stunde
- Wie Satan starb
- La contessa Walewska (Gräfin Walewska) (1920)
- Teufelchen
- Susanne Stranzky
- Settecento d'oro (Die Abenteuer der schönen Dorette) (1921)
- Aschermittwoch (1921)
- Die Beute der Erinnyen
- Tingeltangel (1922)
- L'atleta tra le fiamme (Die brennende Kugel) (1923)
- Winterstürme (1924)
- Die Tragödie zweier Menschen (1925)

### Attore
- In Nacht und Eis, regia di Mime Misu (1912)